# 이카우 라망
《이카우 라망》(필리핀어: Ikaw Lamang)는 2014년 방영된 필리핀의 드라마이다. 말루 L. 세비야, 아벨 E. 순퐁코가 감독하고 킴 치우, 코코마틴이 주연을 맡은 2014년 필리핀 시대극 TV 시리즈이다. 이 시리즈는 ABS-CBN을 통해 방영되었으며 네트워크 프라임타임 비다(Primetime Bida)의 더 필리피노 채널(TFC)를 통해 전 세계적으로 방영되었다. 2014년 3월 10일부터 10월 24일까지 초연되었으며 갓 투 빌리브를 대체하고 포에버모어 (드라마)로 대체되었다.
첫 번째 시즌 전체의 이야기는 1964년부터 1984년까지의 기간을 포괄하는 사무엘(코코 마틴), 이사벨(킴 치우), 모나(줄리아 몬테스) 및 프랑크(제이크 쿠엥카)의 삶을 따라갔다. 2014년 3월 10일부터 8월 15일까지 총 112화로 방영되었다.
두 번째 시즌에서는 가브리엘(코코 마틴), 안드레아(킴 치우), 나탈리아(KC 콘셉시온)를 중심으로 이야기가 전개되었으며, 2005년을 배경으로 1990년대의 짧은 회상이 포함된다. 2014년 8월 18일부터 10월 24일까지 50부작으로 방영되었다.

## 사운드 트랙
| #            | 제목                                            | 작사·작곡                              | Artist(s)       | 재생 시간 |
| ------------ | ----------------------------------------------- | -------------------------------------- | --------------- | --------- |
| 1.           | 〈Ikaw Lamang〉 (Teleserye Version)             | Ogie Alcasid                           | Gary Valenciano | 4:37      |
| 2.           | 〈Somewhere〉 (Classic Version)                 | Leonard Bernstein and Stephen Sondheim | Angeline Quinto | 4:03      |
| 3.           | 〈Pers Lab〉                                    | Ramon Torralba and Dennis Garcia       | Marion Aunor    | 2:45      |
| 4.           | 〈Sa Aking Pag-Iisa〉                           | Snaffu Rigor                           | Juris           | 3:06      |
| 5.           | 〈Panaginip〉                                   | Lorrie Illustre and Dennis Garcia      | Erik Santos     | 3:32      |
| 6.           | 〈Pangako〉                                     | Danny Subido                           | Jovit Baldivino | 3:03      |
| 7.           | 〈Somewhere〉 (Standard Version)                | Leonard Bernstein and Stephen Sondheim | KZ Tandingan    | 3:10      |
| 8.           | 〈Ikaw Lamang〉 (Teleserye Version - Minus One) | Ogie Alcasid                           |                 | 4:35      |
| 총 재생 시간 | 총 재생 시간                                    | 총 재생 시간                           | 총 재생 시간    | 28:51     |

## 같이 보기
- ABS-CBN의 텔레비전 드라마 목록